# Gymnobela crassilirata
Gymnobela crassilirata é uma espécie de gastrópode do gênero Gymnobela, pertencente a família Raphitomidae.